# 訃報 1973年1月
訃報 1973年1月（ふほう 1973ねん1がつ）では、1973年（昭和48年）1月中に物故した、又は物故が報じられた人物についてまとめる。

## （1日 - 15日）

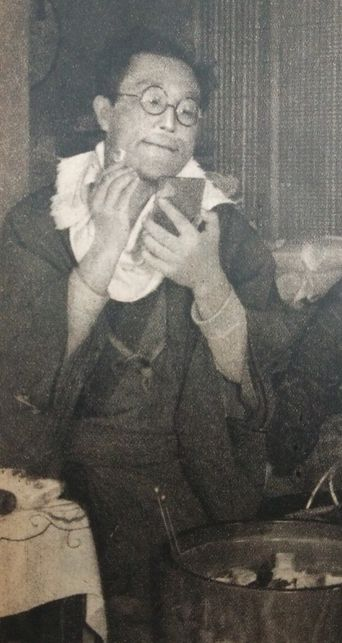
中野実／1月3日没

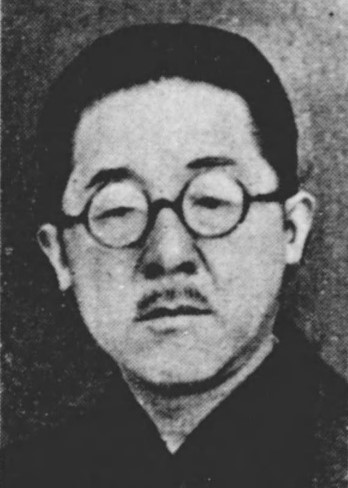
坂田道男／1月4日没

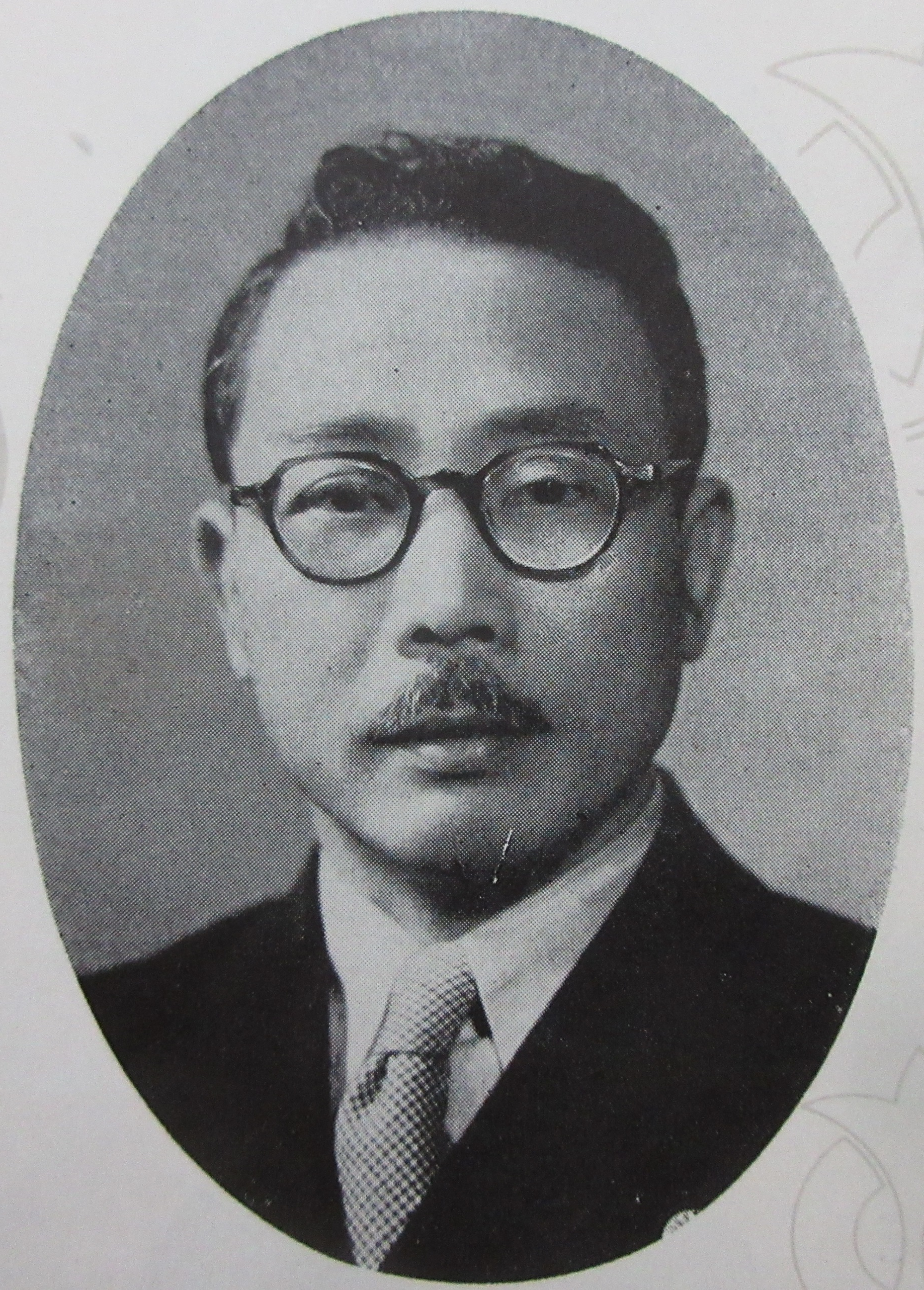
太田光二／1月7日没

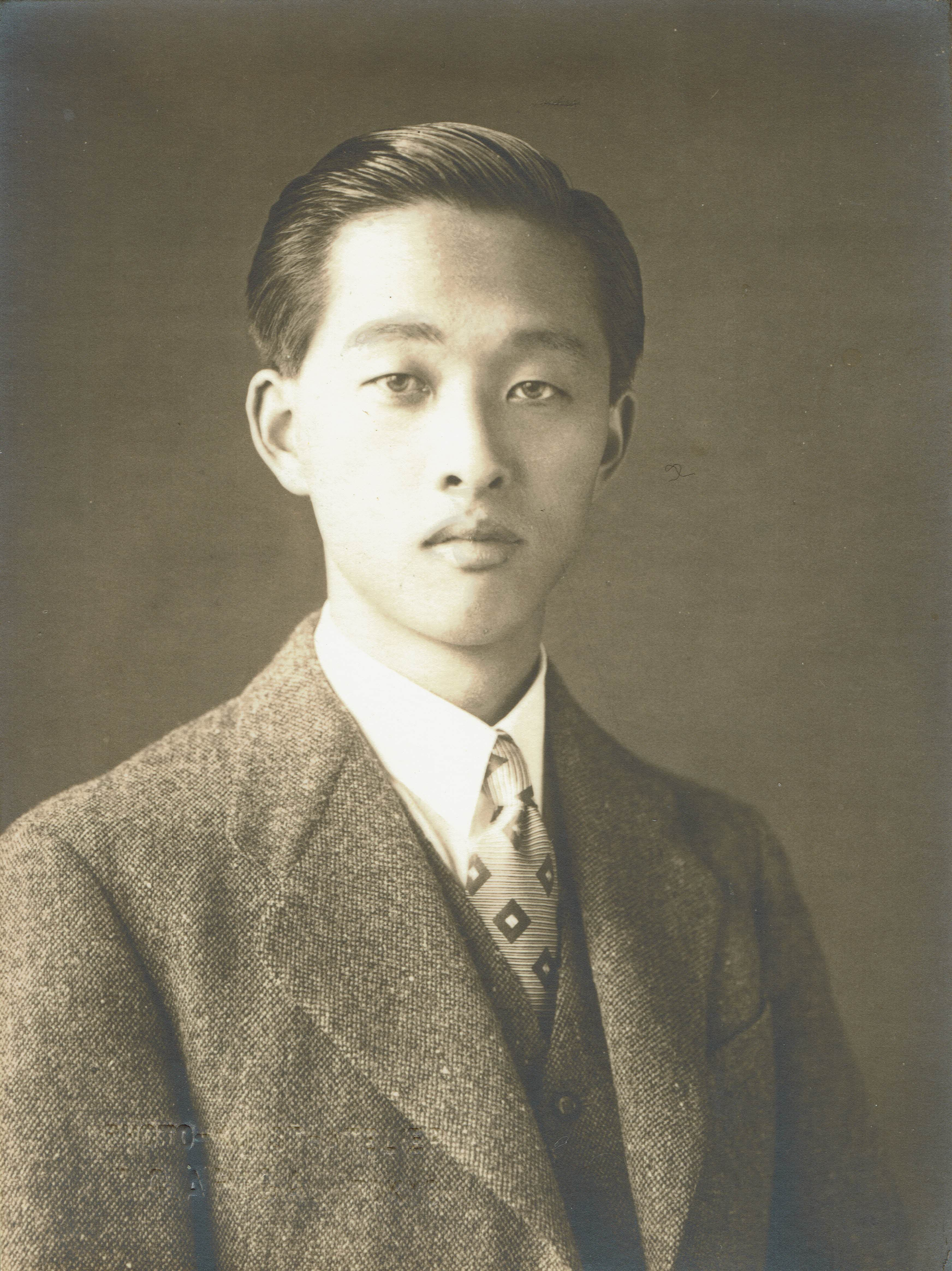
小松真一／1月10日没

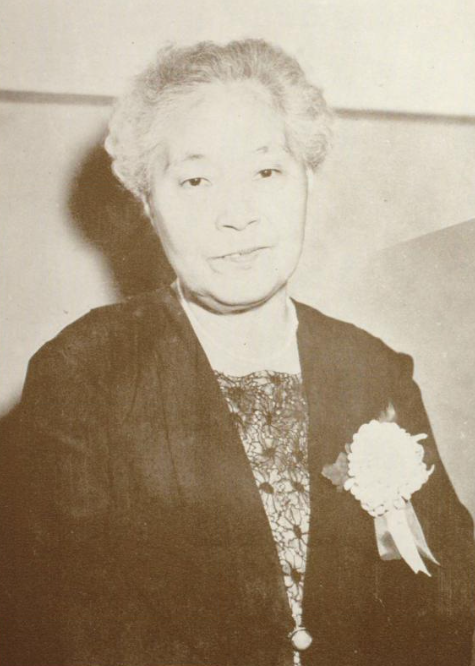
徳永恕／1月11日没

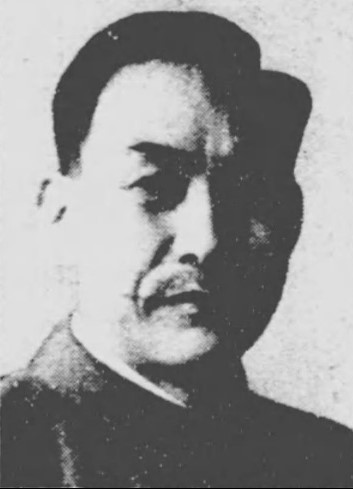
佐々井一晁／1月12日没

- 1月1日 - 大沢鉦一郎、油彩画家（* 1893年）
- 1月3日 - 中野実[1]、小説家・劇作家（* 1901年）
- 1月4日 - 坂田道男、政治家・教育者（* 1887年）
- 1月7日 - 雷山勇吉、大相撲力士（* 1907年）
- 1月7日 - 太田光二[2]、政治家（* 1900年）
- 1月9日 - 筑紫申真、神話学者・歴史学者・民俗学者（* 1920年）
- 1月10日 - 小松真一、実業家（* 1911年）
- 1月10日 - 大町文衛、昆虫学者・随筆家（* 1898年）
- 1月10日 - 郡司次郎正、小説家・作詞家（* 1905年）
- 1月11日 - 徳永恕、幼児教育者・社会事業家（* 1887年）
- 1月12日 - 佐々井一晁、政治家・衆議院議員（* 1883年）
- 1月13日 - 滝野啓次郎、政治家・実業家（* 1899年）

## （16日 - 31日）

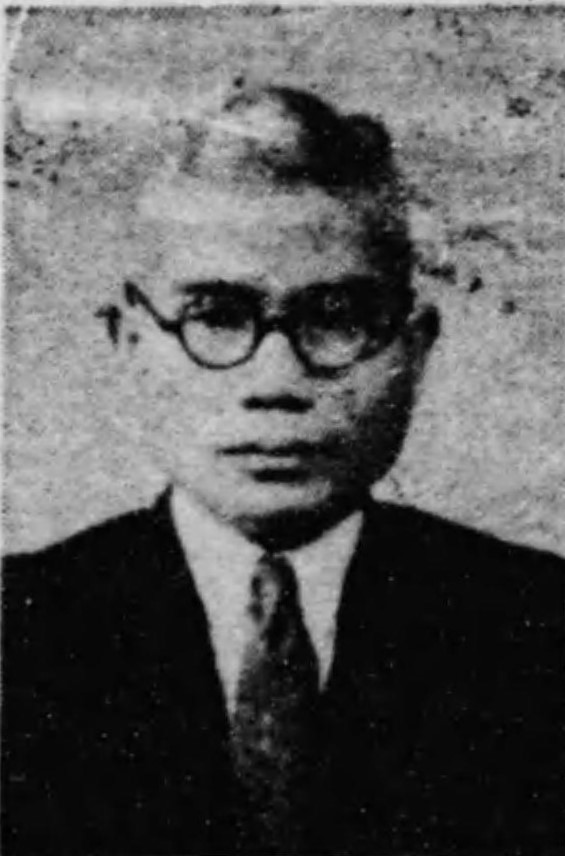
細川八十八／1月18日没

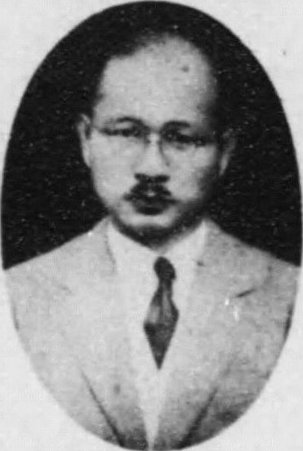
小栗一雄／1月20日没

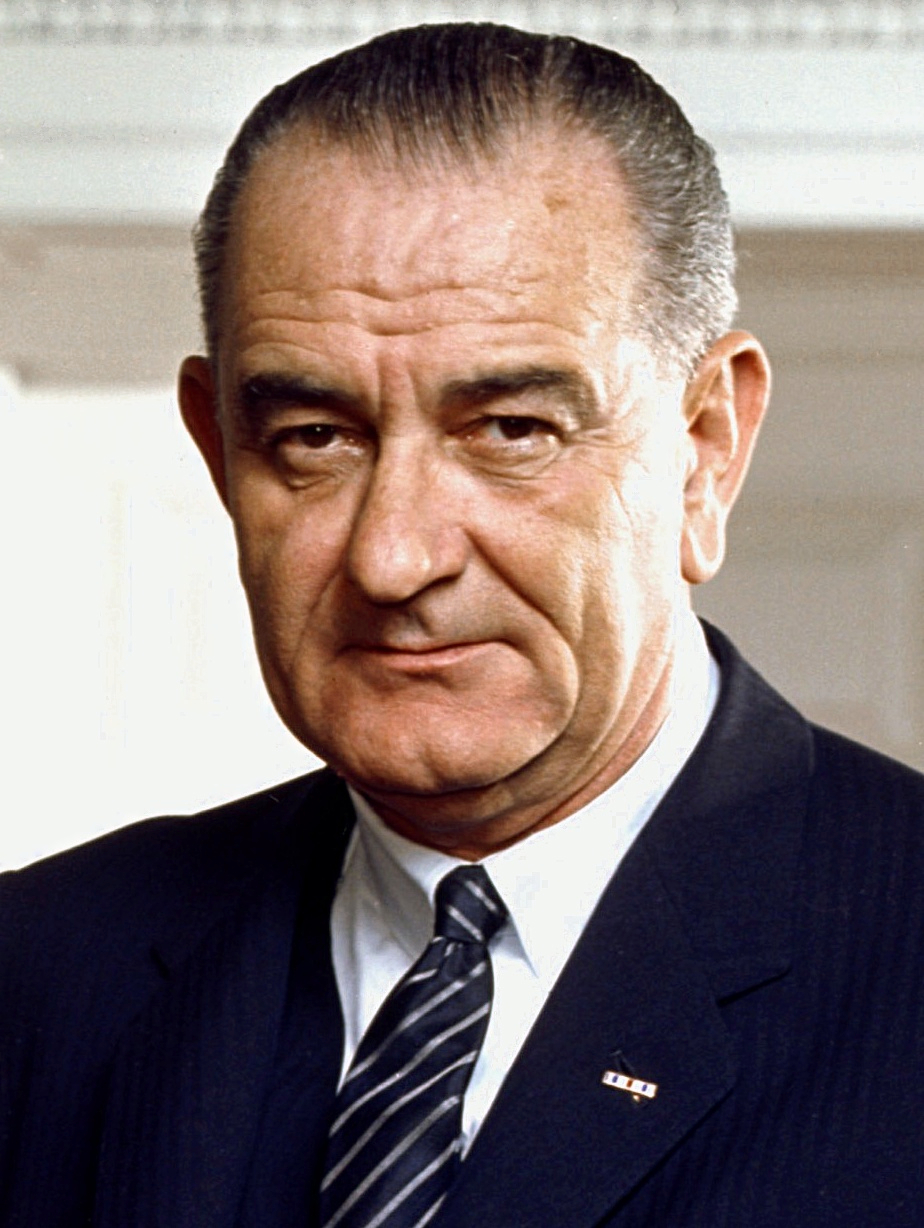
リンドン・B・ジョンソン／ 1月22日没

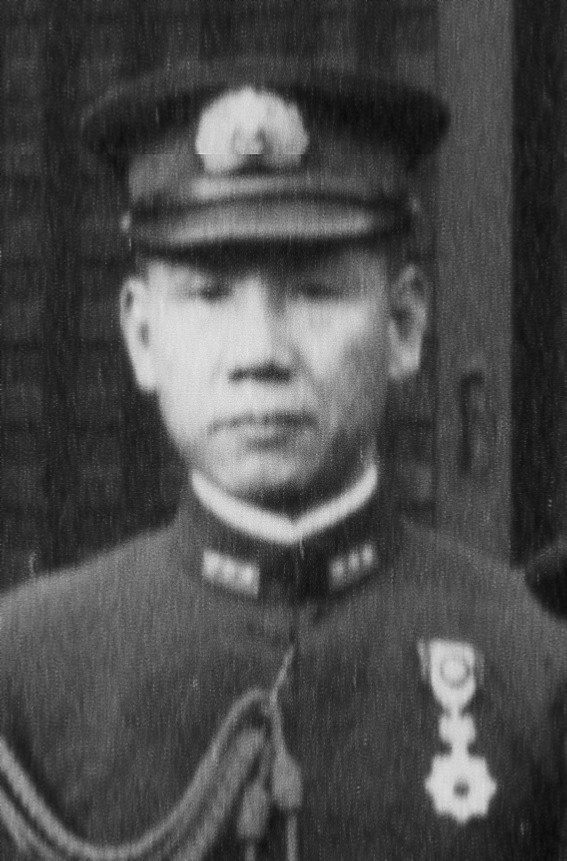
小川貫爾／ 1月23日没

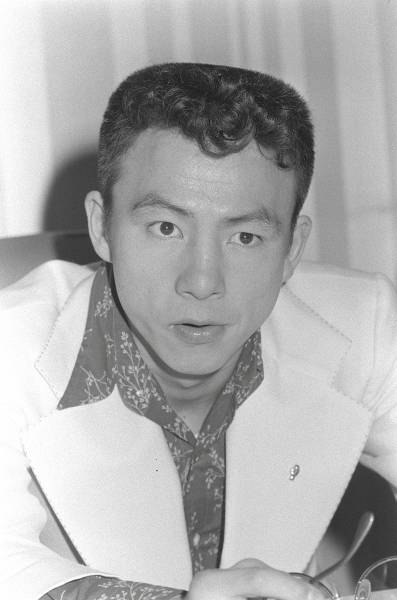
大場政夫／1月25日没

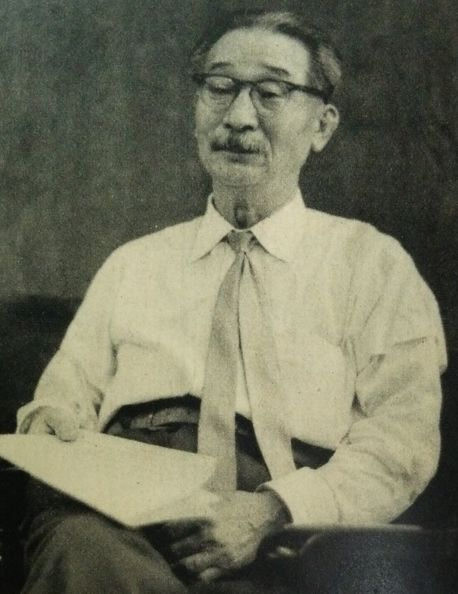
柴田德次郎／1月26日没

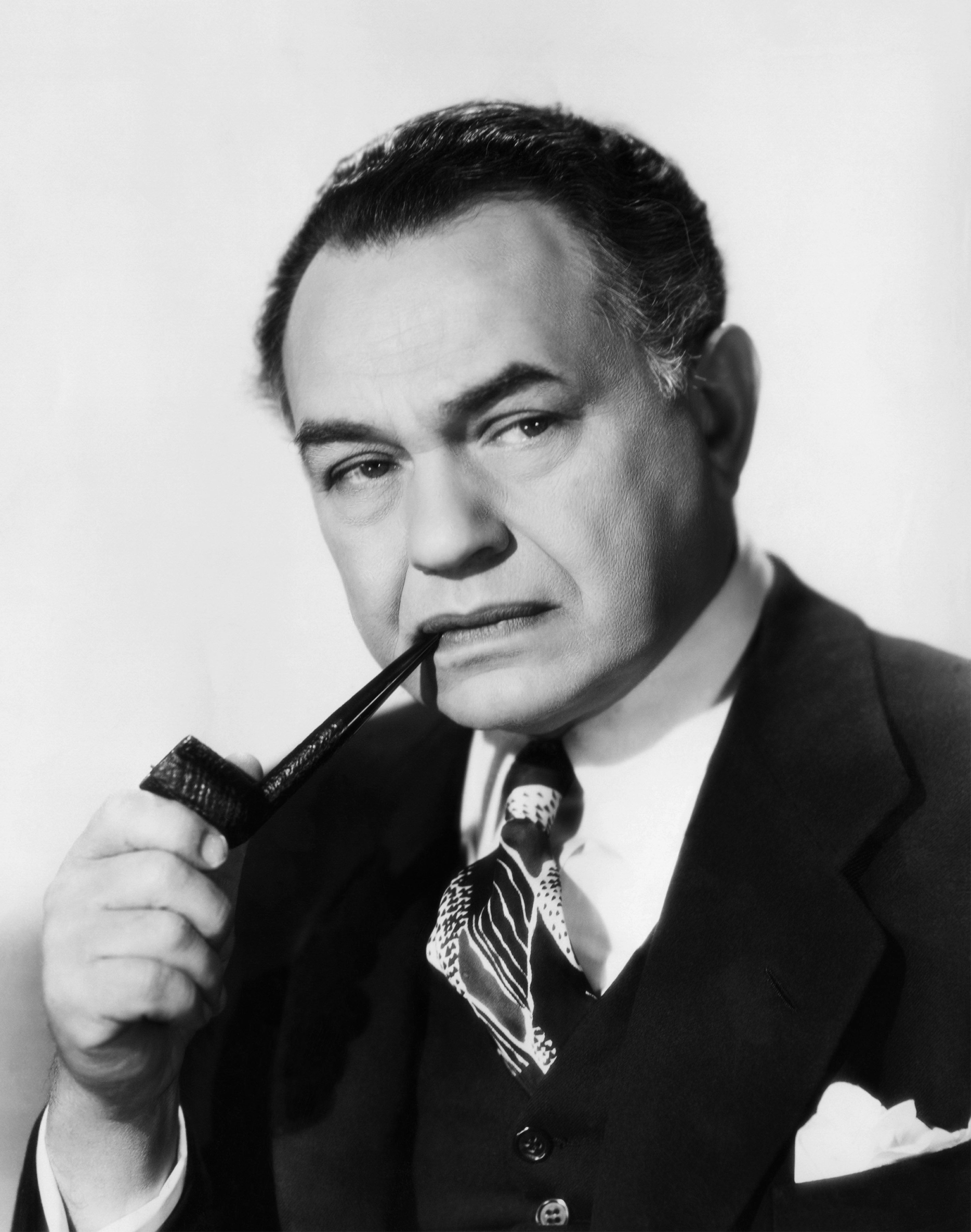
エドワード・G・ロビンソン／1月26日没

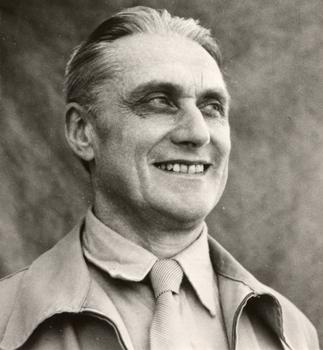
ラグナル・フリッシュ／1月31日没

- 1月17日 - 石原俊明、実業家・出版者・曹洞宗の僧侶（* 1888年）
- 1月18日 - 細川八十八、実業家・政治家（* 1902年）
- 1月20日 - 小栗一雄、内務官僚（* 1886年）
- 1月20日 - 松本錦四郎、俳優（* 1933年）
- 1月22日 - リンドン・B・ジョンソン、第36代アメリカ合衆国大統領（*1908年）
- 1月23日 - 小川貫爾、海軍軍人（* 1893年）
- 1月23日 - 越ノ海東次郎、元大相撲力士（* 1906年）
- 1月24日 - 樋口静雄、歌手（* 1911年）
- 1月25日 - 大場政夫、プロボクサー（* 1949年）[3]
- 1月26日 - 柴田德次郎、国士舘創立者（* 1890年）
- 1月26日 - エドワード・G・ロビンソン、俳優（* 1893年）
- 1月27日 - 大伴昌司、編集者・SF研究家（* 1936年）
- 1月28日 - 河石九二夫、医師・医学者（* 1895年）
- 1月28日 - 霜田静志、教育者・教育学者（* 1890年）
- 1月31日 - ラグナル・フリッシュ、経済学者（* 1895年）
- 日付不明 - 上仲鈴子、女性パイロット（* 1902年）